# Evelien Van Hamme
Evelien Van Hamme is een Vlaamse actrice. Zij speelt voornamelijk in televisieseries, waaronder Vriendinnen (2014–2015), De infiltrant (2018) en de oorspronkelijke Dertigers (2019-2022), waar ze de hoofdrol van Tinne vertolkt. Sinds oktober 2024 speelt ze een hoofdrol als Anna Greveling in de VRT-soapserie Thuis. Verder had ze gastrollen in Vermist, Zie mij graag, De Kotmadam en Boomer en is te zien in Grenslanders en seizoen 1 van Onder Vuur.

## Carrière
Van Hamme begon haar acteercarrière in het theater. Met de rol in de serie Dertigers brak ze door bij het grote publiek. Ze speelt sinds oktober 2024 de rol van Anna Greveling in Thuis.

## Filmografie
| Productie                 | Rol                  | Jaar       | Info                            |
| ------------------------- | -------------------- | ---------- | ------------------------------- |
| Dag & Nacht: Hotel Eburon | Mathilde             | 2010       | Aflevering 10                   |
| Het Goddelijke Monster    | Gevangenisbewaarster | 2011       |                                 |
| Perfect Kill (korte film) | Diane                | 2014       |                                 |
| Vriendinnen               | Conny                | 2014-2015  | Aflevering 1969 en 1975         |
| Vermist                   | Weduwe               | 2015       | Aflevering Joyce                |
| De infiltrant             | Linda Michiels       | 2018       |                                 |
| Zie mij graag             | Spoedarts            | 2019       | Aflevering Bandana              |
| De Kotmadam               | Bernadette           | 2019       | Aflevering Vastgoed             |
| Grenslanders              | Jolien Van Brakel    | 2019       |                                 |
| Dertigers                 | Tinne Dejaeghere     | 2019-2022  |                                 |
| Onder Vuur                | Annabel              | 2021       |                                 |
| Wannabe’s                 | Vicky                | 2023       | Aflevering de baard van Papyrus |
| La Petite                 | La dame du slow      | 2023       | Speelfilm                       |
| Boomer                    | Marjan               | 2023       | Aflevering Chucky               |
| Thuis                     | Anna Greveling       | 2024-heden |                                 |
| Elixer                    | Reah Damen           | 2025       |                                 |